# سعید الخرومی
سعید الخرومی (عربی: سعيد الخرومي؛ عبری: سعید الهرمی، زادهٔ ۱۰ ژانویهٔ ۱۹۷۲) یک سیاستمدار فلسطینی است که شهروند عرب اسرائیل است و متعلق به قبیله العزازمه البدویه در النقب است. او در مسائل حقوق بشر، مسائل جابجایی و تخریب خانه‌ها و روستاهای نامعلوم فعال است. وی در ۱۱ اوت ۲۰۱۷ به عنوان معاون کنست اسرائیل خدمت کرد و همچنین جزء لیست مشترک نماینده جنبش اسلامی در اسرائیل می‌باشد.

## فعالیت‌ها
الخرومی در یک خانواده بدوی در نقب بزرگ شد و در زمینه دامداری کار می‌کرد. وی در روستای شقیب السلام زندگی می‌کرد و از ۱۹۷۹ درآنجا اقامت داشت، او تحصیلات متوسطه خود را در مدرسه جث در مثلث شمالی به پایان رساند. او مدرک کارشناسی خود را در فیزیک در دانشگاه عبری اورشلیم به پایان رسانده و سالها تحصیلات خود را در زمینه آموزش فیزیک در سیستم آموزشی عرب انجام داده‌است. در سال ۲۰۰۴ او به عنوان رئیس شورای محلی روستای شقیب السلام انتخاب شد و این پست را تا سال ۲۰۰۸ بعهده داشت. از سال ۲۰۰۲ تا ۲۰۱۴ او ریاست دفتر سیاسی دفتر جنبش اسلامی بعهده داشت و پس از آن به معاون رئیس‌جمهور مجلس عربی برگزیده شد. او از سال ۲۰۰۰ به عنوان عضو شورای محلی شقیب السلام خدمت کرده‌است. از سال ۲۰۰۶ تا ۲۰۰۸، عضو کمیته ملی برنامه‌ریزی و ساخت و ساز بود. قبل از پیوستن به کنست، او به عنوان رئیس کمیته اجرایی عرب کار می‌کرد. در سال ۲۰۱۵، او در لیست مشترک ۱۵ انتخاب شده بود، او پس از استعفای نماینده مجلس عبدالله ابو معروف در ۱۱ اوت ۲۰۱۷، مطابق توافق چرخشی میان طرفین تشکیل لیست مشترک، کارش را شروع کرد.

## نظریه
الخرومی در رسانه‌های محلی عرب پس از اظهارنظر در کنست گفت که سه مسیر مهم وجود دارد که صلح اولویت‌های آنها را مشخص می‌کند، اولویت اصلی زمین و مسکن خواهد بود. دوم، جنبه اقتصادی در جهان عرب، به ویژه در جنوب، که نیاز به ایجاد مناطق صنعتی مشترک بین اعراب و یهودیان، و موضوع سوم موضوع آموزش است.